# La otra conquista
La otra conquista (qui signifie en français L'Autre Conquête) est un film mexicain réalisé par Salvador Carrasco, sorti en 1999. Il évoque les tentatives des religieux espagnols pour convertir les Aztèques au catholicisme à travers l'histoire d'un jeune scribe aztèque capturé par Cortez et confié à un moine. Le film est un succès critique et public.

## Synopsis
Ce film commence en 1520, pendant la guerre entre les Aztèques et les Espagnols dirigés par Hernan Cortez. Topiltzin, un jeune scribe aztèque, est un fils illégitime de l'empereur Moctezuma II. Il travaille au Templo Mayor à Mexico-Tenochtitlan, la capitale de l'empire aztèque. Au début du film, Topiltzin survit de justesse au massacre du Templo Mayor en se cachant sous des cadavres. Quand il en émerge, c'est pour découvrir que sa mère est morte et que sa civilisation natale a été anéantie par les conquérants espagnols qui se sont installés au pouvoir. L'envahisseur entreprend d'imposer aux Amérindiens sa langue, ses coutumes et sa religion, le catholicisme. 
Topiltzin s'enfuit de la ville et s'emploie à faire perdurer sa religion pendant plusieurs années. En 1526, alors qu'il prend part à un sacrifice humain clandestin, il est découvert et capturé par une mission de l'armée espagnole conduite par le capitaine Cristóbal Quijano et par un moine, frère Diego de La Coruña, déterminé à faire abandonner aux Aztèques leur religion qu'il juge barbare. Par chance, la capture a lieu sous les yeux du conquistador Hernán Cortés et de sa captive et maîtresse aztèque, la princesse Tecuichpoch, demi-sœur de Topiltzin. Le scribe rebelle doit sa survie à l'intervention de Tecuichpoch auprès de Cortés. Le militaire confie le prisonnier à frère Diego avec pour ordre de le convertir à la religion catholique et à la culture espagnole. Techuichpo, rebaptisée Doña Isabel Moctezuma, doit les y aider. 
Le film traite des effets de la colonisation et du syncrétisme qui s'opère entre la foi catholique des religieux espagnols et la religion aztèque. Au fil des années, Topiltzin lutte pour concilier deux mondes antagonistes, sa culture natale et la culture espagnole catholique. Sa conversion pose de grandes difficultés à frère Diego, qui, de son côté, s'intéresse de plus en plus à la culture aztèque, au point de se demander qui convertit qui.

## Fiche technique
- Titre original : La otra conquista
- Réalisation : Salvador Carrasco
- Scénario : Salvador Carrasco
- Image : Arturo de la Rosa
- Direction artistique : Brigitte Broch
- Décors : Eugenio Caballero
- Costumes : Rocío Ramírez (costumes aztèques)
- Montage : Salvador Carrasco
- Musique originale : Jorge Reyes, Samuel Zyman
- Production : Alvaro Domingo
- Production exécutive : Plácido Domingo
- Studios de production : Carrasco & Domingo Films S.A. de C.V., Tabasco Films, Trata Films. Studios de production associés : ADO Entertainment, Salvastian Pictures Inc.
- Distribution : 20th Century Fox (Mexique, tous supports), Union Station Media  (États-Unis et Canada, tous supports)
- Format : 35 mm
- Cadrage : 1.85 : 1, couleur
- Son : Dolby SR
- Durée : 105 minutes (États-Unis), 106 minutes (Argentine)
- Dates de sortie :
  -  Mexique : 14 mars 1999 (Festival du film de Guadalajara), 1er avril 1999 (sortie en salles)
  -  États-Unis : 24 octobre 1998 (festival du film de l'AFI, première), 21 avril 2000 (sortie en salles)

## Distribution
- Damián Delgado : Topiltzin, scribe aztèque
- José Carlos Rodríguez : Frère Diego de La Coruña, moine catholique espagnol
- Iñaki Aierra : Hernán Cortés, conquistador
- Luisa Ávila : la princesse Xilonen
- Honorato Magaloni : le capitaine Cristóbal Quijano
- Guillermo Ríos : Alanpoyatzin
- Josefina Echánove : Nanahuatzin
- Lourdes Villareal : Cihuacóatl

## Accueil

### Critiques de presse
Le site agrégateur de critiques Rotten Tomatoes, consultée en 2020, confère au film une note moyenne de 85 sur 100, sur la base de 13 critiques parues dans la presse papier ou sur Internet.

### Box office
Lors de sa sortie en salles au Mexique en 1999, La otra conquista obtient le meilleur nombre d'entrées jamais vu pour le premier week-end d'un film mexicain au Mexique. Il remporte par la suite un grand succès au box-office.